# Ilse Crawford

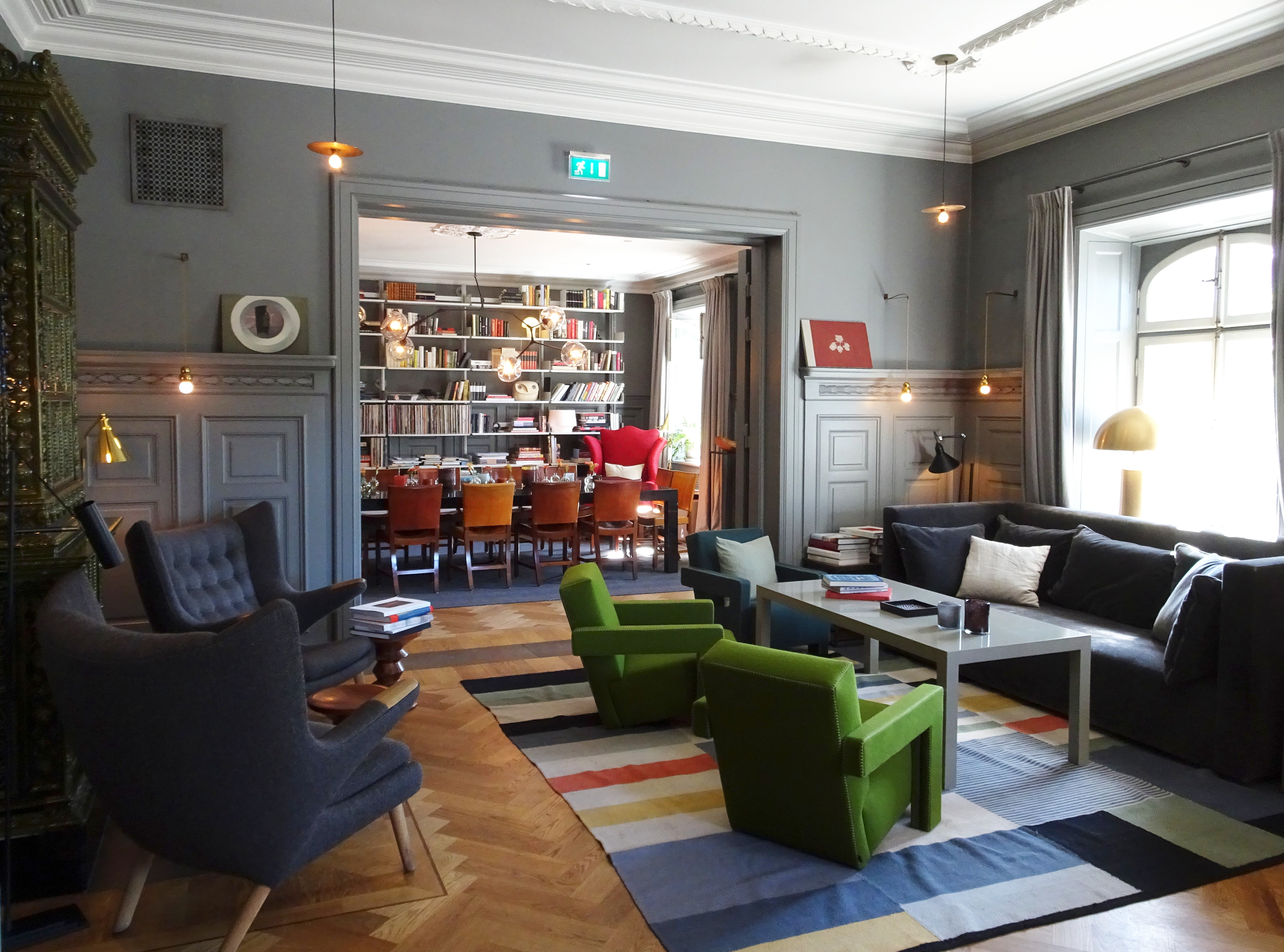
Interiör i hotell Ett Hem.

Ilse Crawford, född 1962, är en brittisk designer. Crawford har bland annat ritat restaurang Mathias Dahlgren på Grand Hotel i Stockholm och interiören för hotellet Ett hem i Stockholm. Ilse Crawford har också samarbetat med Ikea vid flera tillfällen.
Efter studier på Bedford College arbetade hon på en arkitektbyrå och för Architects Journal innan hon blev rekryterad till tidningen Elle Decoration. Efter en kort period på tidningen Bare Magazine startade Ilse Crawford 2001 en egen designstudio i London.